# 奥格涅·斯帕希奇
奥格涅·斯帕希奇（1977年—），黑山作家。生于黑山波德戈里察。目前，斯帕希奇已出版了两部短篇小说集《一切》（2001）和《冬寻》（2007）。他的长篇小说《汉森之子》获2005年梅萨·塞利莫维奇最佳小说奖，目前该小说已被译为法语、意大利语、斯洛文尼亚语、罗马尼亚语、匈牙利语、英语和马其顿语。他的短篇小说《莱蒙德不再于我们同行——卡佛已逝》入选2011年度欧洲最佳小说。2014年凭借小说《欢乐头脑》获欧盟文学奖。

## 作品
- Zimska potraga .  Zagreb: Durieux, 2007.
- Hansenova djeca .  Zagreb: Durieux, 2004.
- Sve to   Ulcinj: Plima, 2001.